# Tigran Gharamian
Tigran Gharamian, né le 24 juillet 1984, est un joueur d'échecs arménien. Il s'installe en France en 2002 après avoir quitté son pays. Il obtient la nationalité française en 2014.
Il obtient en 2009 le rang de grand maître international, alors qu'il était maître international depuis 2004. 
En 2010, il remporte le tournoi de Cannes au départage devant Vadim Malakhatko et Deep Sengupta.
Au 1er septembre 2011, il est le 67e joueur mondial et le no 4 français avec un classement Elo de 2 676 points, qui constitue son record.
En 2015, il finit deuxième du championnat de France d'échecs à Saint-Quentin, ex æquo avec le champion de France Christian Bauer.
Le 26 août 2018, au terme d'un départage au cours duquel il affronte Yannick Gozzoli et Romain Édouard, Tigran Gharamian devient champion de France en battant ce dernier lors de l'ultime Blitz Armageddon.